# Teuthrone
Teuthrone (altgriechisch Τευθρώνη) war eine Stadt im antiken Lakonien. Gelegen war sie im Lakonischen Golf, in der Nähe des Standorts der heutigen Stadt Kotronas. Ursprünglich war sie eine Periökenstadt Spartas und erlangte vermutlich in Folge der Niederlage Nabis gegen das römische Reich 195 v. Chr. ihre Unabhängigkeit von Sparta. Laut Pausanias führten ihre antiken Bewohner die Gründung ihrer Stadt auf den Athener Teuthras zurück. Ihre Hauptgottheit sei Artemis Issorias (Τεύθρας) gewesen. Erwähnung findet auch die in der Stadt gelegene Quelle Naïa.